# Новолеушківське сільське поселення
Новолішківське сільське поселення — муніципальне утворення у складі Павлівського району Краснодарського краю Росії.
У межах адміністративно-територіального устрою Краснодарського краю йому відповідає Новолеушківський сільський округ.
Адміністративний центр — станниця Новолеушківська.

## Географія
Площа поселення — 182,95.

## Населення
| 2010 | 2012  | 2013  | 2014  | 2015  | 2016  | 2017  | 2018  | 2019  | 2020  | 2021  | 2023  |
| ---- | ----- | ----- | ----- | ----- | ----- | ----- | ----- | ----- | ----- | ----- | ----- |
| 6861 | ↗6955 | ↗7103 | ↗7370 | ↗7467 | ↘7401 | ↗7440 | ↘7337 | ↘7296 | ↘7159 | ↘6361 | ↘6204 |

## Населені пункти
До складу сільського поселення (сільського округу) входять 2 населені пункти:
| № | Населений пункт | Тип населеного пункту | Населення (чол.) |
| - | --------------- | --------------------- | ---------------- |
| 1 | Новолеушківська | станиця               | ↘5998            |
| 2 | Первомайський   | хутір                 | ↘363             |

## Економіка
На території сільського поселення функціонують різноманітні підприємства різного профілю.
Основним у сільському поселенні є сільгосп-підприємство АТ «Путиловец Юг». З 1929 року — грудень 1993 року колгосп «Родіна», з грудень 1993 — жовтень 2003 року СВК «Родіна», з жовтень 2003 року — травень 2007 року ВАТ «Родіна», з липня 2004 року АТ «Путиловец Юг».
Ще одним великим підприємством є птахофабрика «Павлівська» АТ фірма «Агрокомплекс ім. Н. І. Ткачова».
Функціонує цегельня ТОВ «Новолеушківський Завод Будівельних Матеріалів».
Є пекарня ТОВ «Мукомол».
Також важливою ланкою є залізнична станція Леушківської компанії ВАТ «РЗ».
Крім цього на території сільського поселення працюють фермерські та селянські господарства.

## Веб-посилання
- На сайті Павлівського району Краснодарського краю Архівна копія